# Монино (станция)
Мо́нино — железнодорожная станция хордовой линии Мытищи — Фрязево Ярославского направления Московской железной дороги. Находится в одноимённом посёлке городского округа Щёлково Московской области. Входит в Московско-Курский центр организации работы железнодорожных станций ДЦС-1 Московской дирекции управления движением. По основному характеру работы является промежуточной, по объёму работы отнесена к 3 классу.
Названа по имени посёлка.
На станции — одна боковая и две островных пассажирских платформы, соединённые пешеходным мостиком. Пешеходный подземный переход после реконструкции и ремонта используется для транзитного перехода через всю станцию с обоих концов городского поселения.
Оборудована турникетами.
Станция, как и вся хордовая линия, с точки зрения пригородного движения обслуживается электропоездами Ярославского направления. Является конечной для электропоездов маршрута Москва-Пасс.-Ярославская — Монино (40 пар) и промежуточной для электропоездов Москва-Пасс.-Ярославская — Фрязево (12 пар).
Время движения электропоездов от Ярославского вокзала — около 1 часа для экспрессов и 1 часа 15 минут для следующих со всеми остановками, от станции Фрязево — около 25 минут.
На станции работает касса дальнего следования.

## История
В 1929 железнодорожная линия Мытищи — Щёлково была продлена в Монино в район Монинской текстильной фабрики (действовавшей с 1844 года), где был открыт одноимённый разъезд. Здание, где располагались кассы, сохранилось и поныне и по-прежнему выполняет свою функцию.
Название «Монино» образовано по названию местности «Мунинская пустошь» (межевая ведомость от 23.08.1792). Позже фабрика была передана в ведение города Лосино-Петровский, а возникший к югу от станции посёлок в 1946 году получил статус посёлка городского типа Монино.
В 1970—1971 годах был проложен второй путь до станции Чкаловская и построена двадцатикилометровая линия до станции Фрязево, превратившая тупиковое ответвление Мытищи — Монино в хордовую линию Мытищи — Фрязево, соединяющую два радиальных направления Московской железной дороги — Ярославское и Горьковское.
В 2002—2003 годах на перегоне Монино — Фрязево был построен второй путь, что позволило увеличить интенсивность движения пригородных электропоездов, а также перенаправлять поезда дальнего следования с перегруженного участка Москва—Фрязево Горьковского направления на Ярославское и эту хордовую линию.
В 2009 году началась реконструкция станции. В 2010 году с обоих концов станции были сданы в эксплуатацию турникетные павильоны с кассами пригородных поездов и пешеходный мостик, предназначенный для выхода на вторую и третью платформы после прохода турникетных павильонов. Реконструирован подземный пешеходный переход. Теперь он является транзитным для перехода через станцию.

## Путевое развитие
На станции имеется 5 путей, использующихся для движения и оборота электропоездов. Ещё 2 пути платформ не имеют и используются для маневровой работы и ночного отстоя.
От станции отходят несколько подъездных путей:
- подъездной путь к пакгаузу в восточной части станции
- ветка на цементный завод
- ветка к в/ч 55248
- ветка на бывший Монинский камвольный комбинат. Заброшена в связи с закрытием предприятия
- ветка на территорию бывшей Академии ВВС, а далее, после разветвления — к котельной и к подсобным помещениям в районе музея. В настоящее время полностью заброшена и частично разобрана.

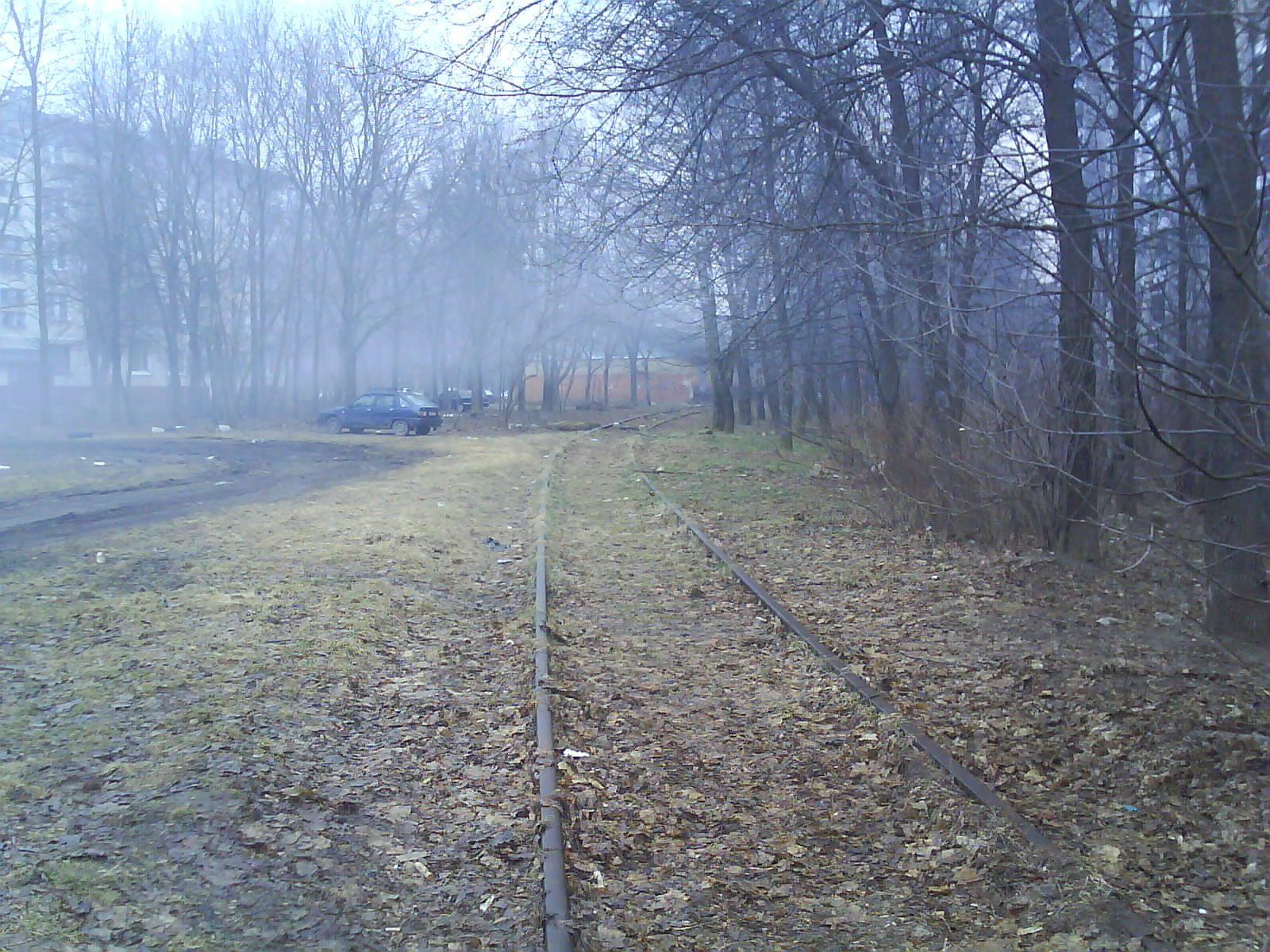
Путь к академии на ул. Маслова
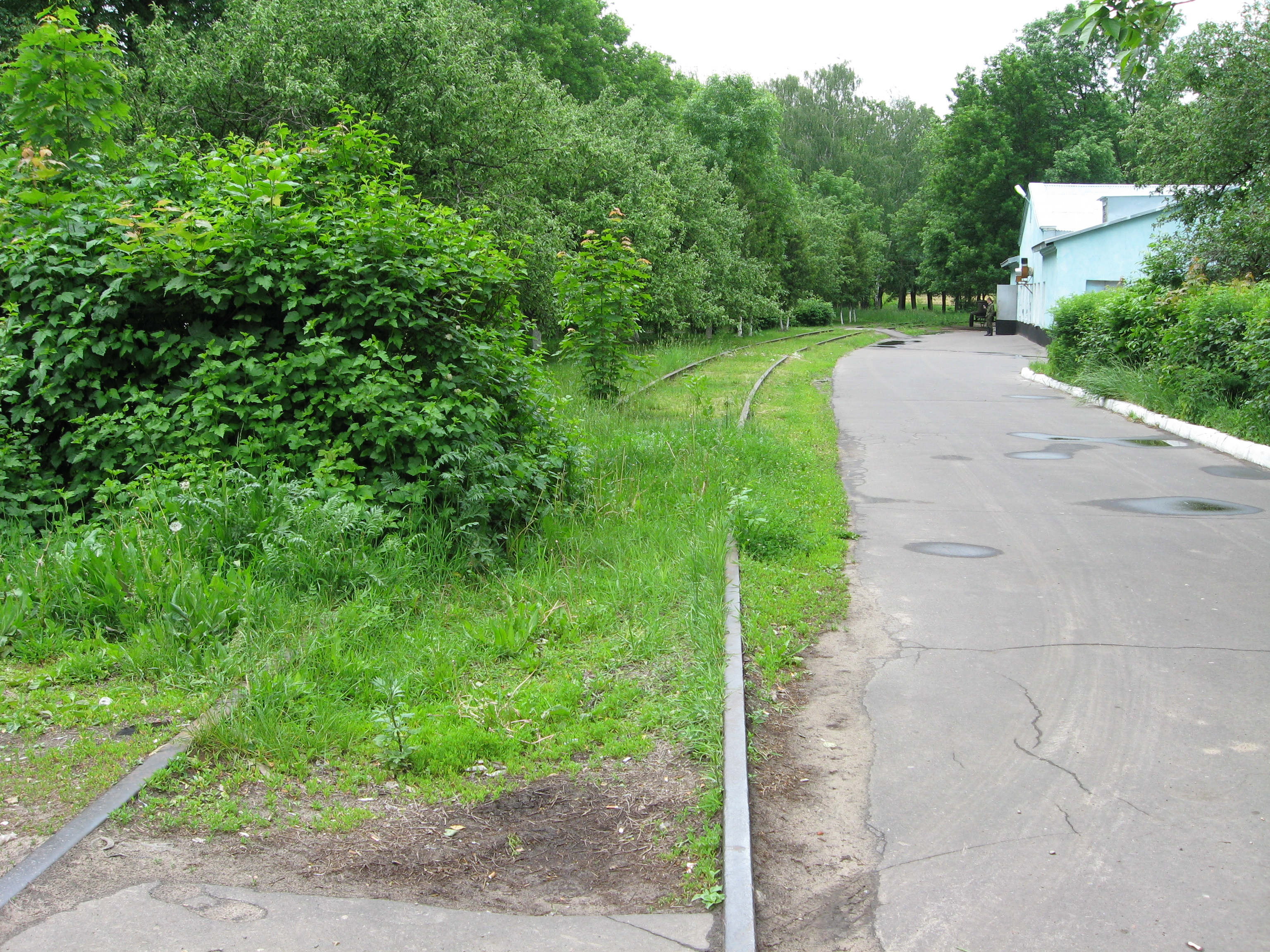
Путь к котельной
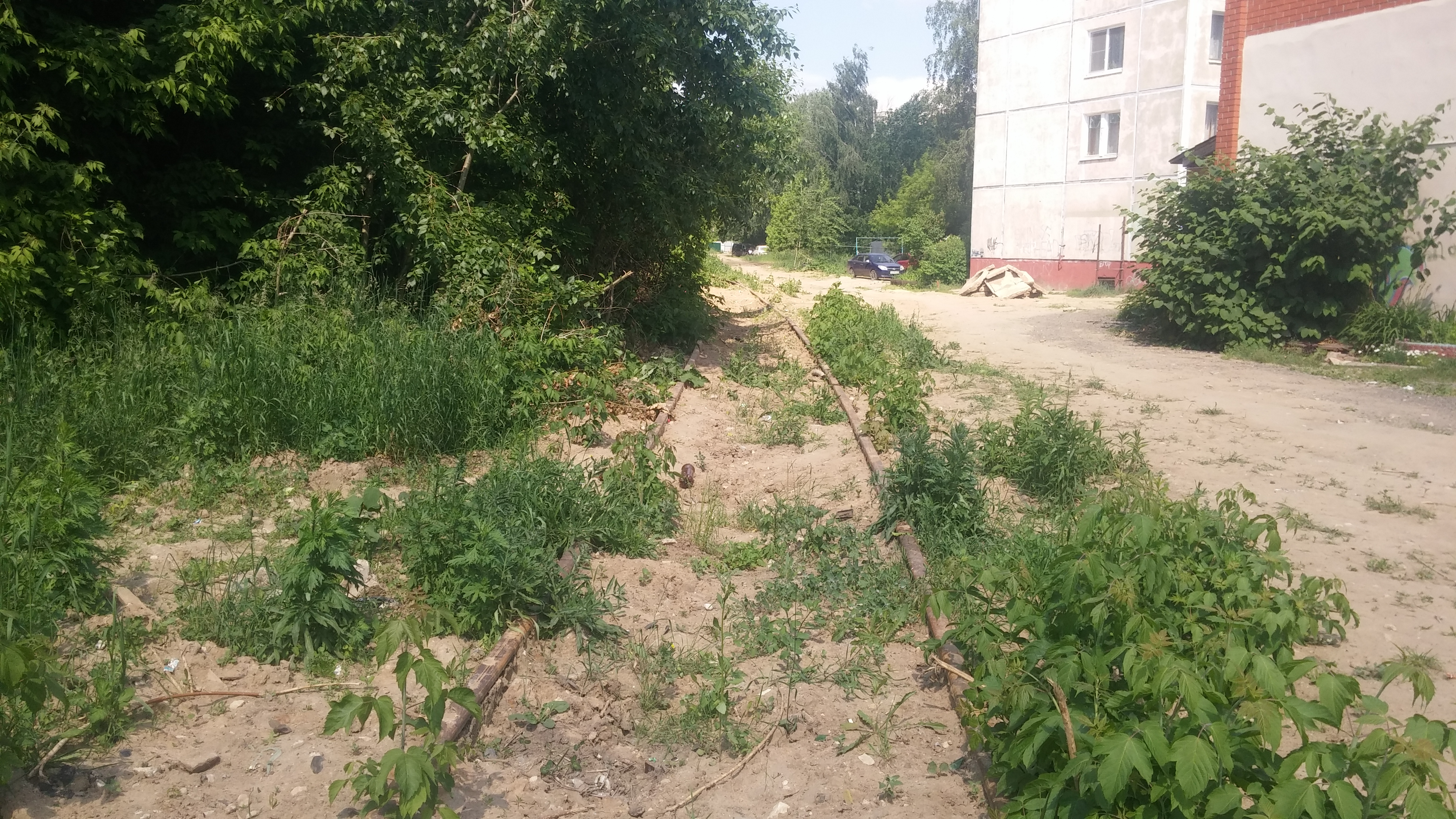
Путь в районе ул. Южная 14

## Транспорт
Автобусы:
- 26 (мкр. Заречный — ст. Монино)
- 30 (ст. Монино — Лосино-Петровский (Фабрика № 2))
- 32 (ст. Монино — Лосино-Петровский (санаторий «Монино»))
- 33 (ст. Монино — Старая Купавна)
- 34 (ст. Ногинск — Обухово — ст. Монино)
- 38 (ст. Монино — Лосино-Петровский (магазин «Уют»))
- 41 (ст. Ногинск — Стулово — ст. Монино)
- 362 (ст. Монино — Москва (м. Щёлковская))

Микроавтобусы:
- 30 (ст. Монино — Лосино-Петровский)
- 32 (ст. Монино — Лосино-Петровский)
- 34 (ст. Ногинск — Обухово — ст. Монино)
- 38 (ст. Монино — Лосино-Петровский)
- 56 (Лосино-Петровский (магазин «Уют») — ст. Монино)
- 362 (ст. Монино — Москва (м. Щёлковская))
- 587к (Монино — Москва (м. Перово))
- 886к (Лосино-Петровский (Лукино-Варино) — Москва)